# Gaucsolás
A gaucsolás a 18. és 19. századi könyvnyomtatók felszabadulási ünnepének egyik nevezetes epizódja. Ilyenkor a ceremóniamester szerepét betöltő nyomdász jelt adott, és a felszabadult nyomdászt társai felkapták, és a korrigálószéken levő vizes szivacsra háromszor egymás után ráültették. Az erősebb testfelépítésű és tréfásabb kedvű nyomók sokszor az áztatóteknőbe ültették az „áldozatukat”, miközben alkalmi dalokat énekeltek, és félig tréfás, félig komoly hangvételű felavató beszédeket tartottak. Végül a felszabadult nyomtató megvendégelte munkatársait, és ezáltal lett teljes jogú nyomdász.